# Schiegau

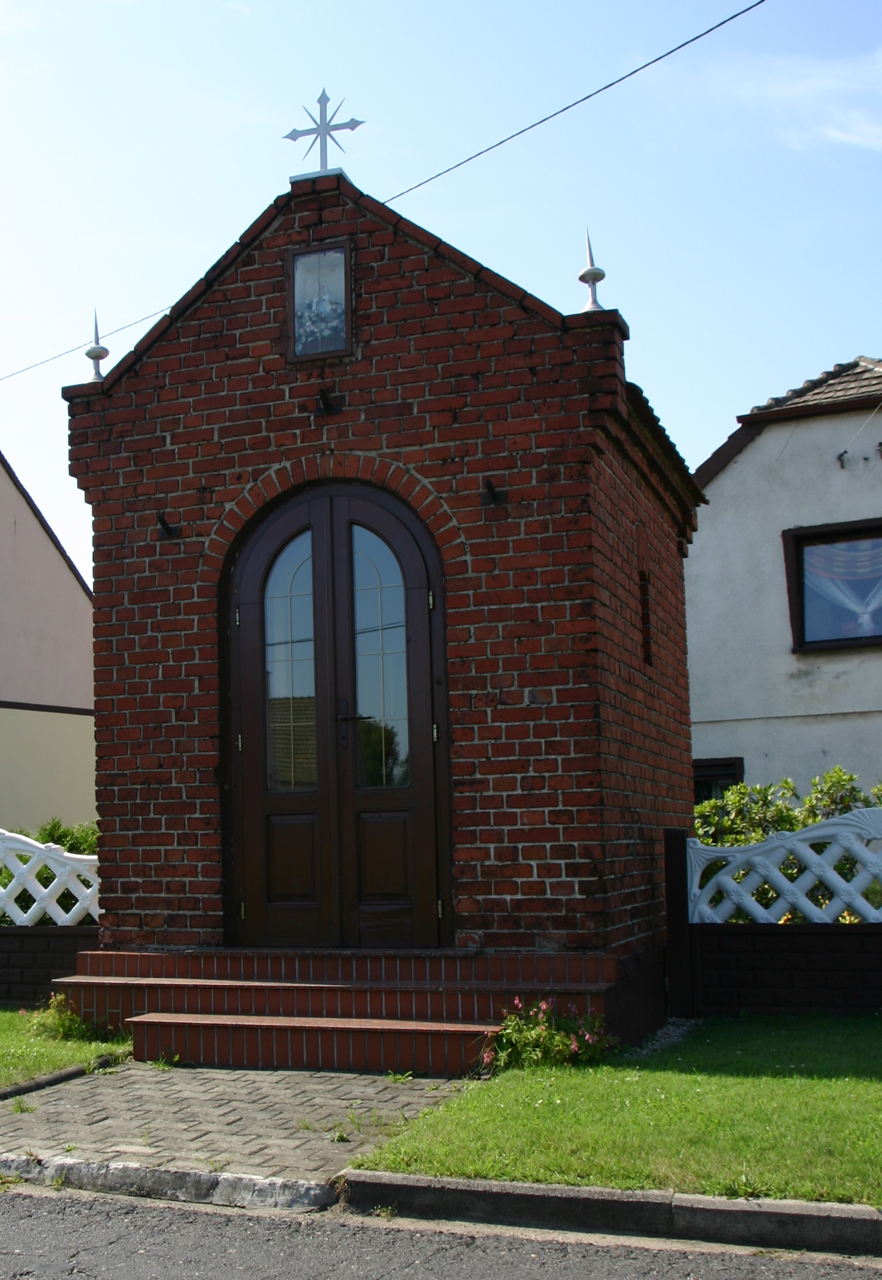
Kapelle an der Dorfstraße

Schiegau (polnisch Ścigów) ist ein Ort in der Stadt- und Landgemeinde Klein Strehlitz im Powiat Krapkowicki der Woiwodschaft Opole in Polen. Ortsteil ist der Weiler Kopaline.

## Geographie
Das Straßendorf Schiegau liegt drei Kilometer westlich von Klein Strehlitz (Strzeleczki), zehn Kilometer westlich von Krapkowice (Krappitz) und 24 Kilometer südlich von Opole (Oppeln) in der Nizina Śląska (Schlesische Tiefebene). Südlich des Dorfes fließt das Zülzer Wasser (Biała).
Nachbarorte von Schiegau sind im Westen Rasselwitz (Racławiczki), im Norden Kopaline (Kopalina) und im Osten Klein Strehlitz (Strzeleczki).

## Geschichte

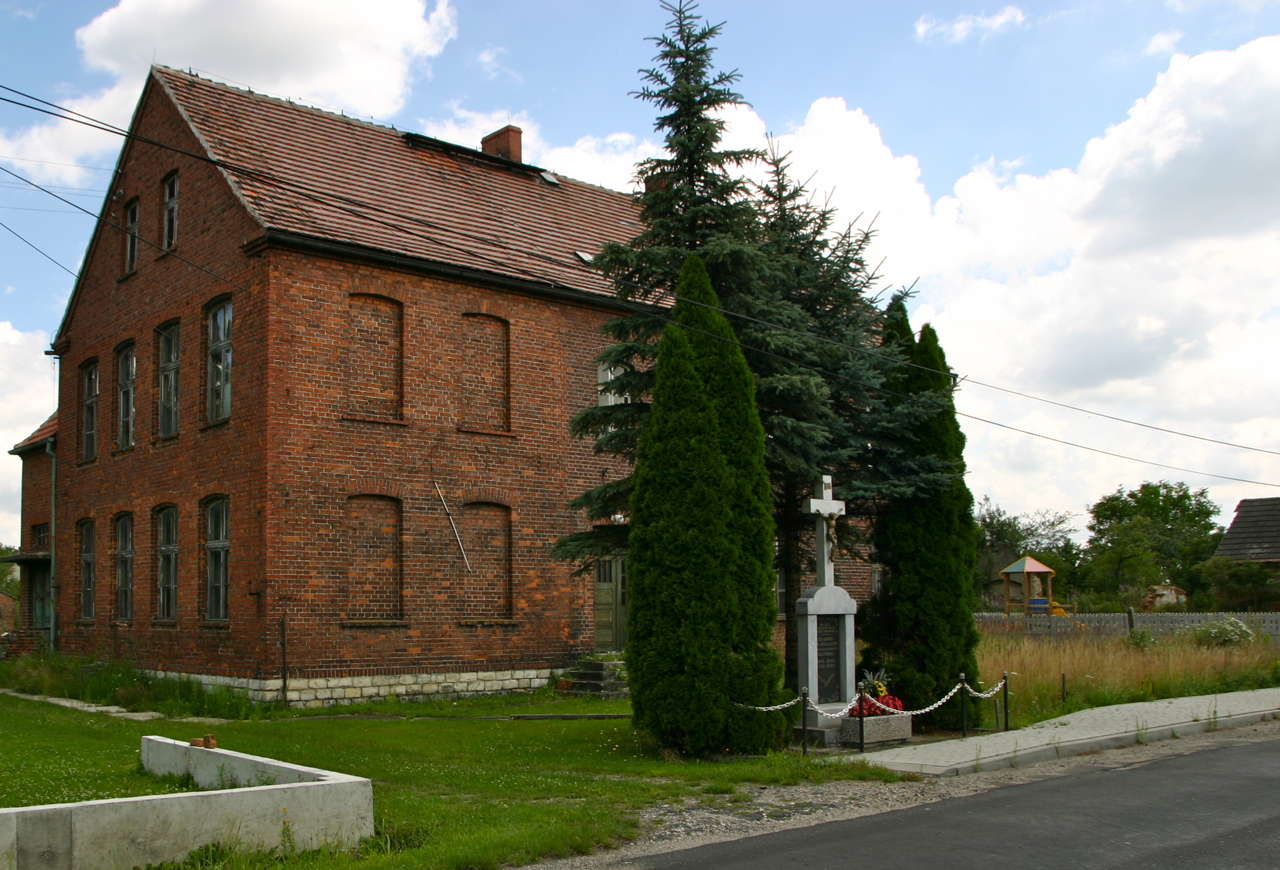
Wohnhaus mit Gefallenendenkmal an der ul. Opolska

„Sygow“ wurde im 16. Jahrhundert gegründet und 1531 erstmals urkundlich erwähnt.
Nach dem Ersten Schlesischen Krieg 1742 fiel Schiegau mit dem größten Teil Schlesiens an Preußen.
Nach der Neugliederung der Provinz Schlesien gehörte die Landgemeinde Schiegau ab 1816 zum Landkreis Neustadt O.S., mit dem sie bis 1945 verbunden blieb. 1845 bestanden im Dorf ein Wirtshaus und 29 Häuser. Die Einwohnerzahl lag bei 325, allesamt katholisch. 1861 zählte der Ort 19 Bauern, sieben Gärtner- und neun Häuslerstellen. Eingeschult waren die Schüler nach Polnisch-Rasselwitz.
Bei der Volksabstimmung in Oberschlesien am 20. März 1921 stimmten 177 Wahlberechtigte für einen Verbleib bei Deutschland und 163 für Polen. Schiegau verblieb beim Deutschen Reich.
Als Folge des Zweiten Weltkriegs fiel Schierau 1945 mit dem größten Teil Schlesiens an Polen. Nachfolgend wurde es in Ścigów umbenannt und der Woiwodschaft Schlesien angeschlossen. Die einheimische deutsche Bevölkerung wurde, soweit sie nicht vorher geflohen war, weitgehend vertrieben. Die neu angesiedelten Bewohner waren teilweise Zwangsumgesiedelte aus Ostpolen, das an die Sowjetunion gefallen war.
1950 wurde Ścigów der Woiwodschaft Opole eingegliedert. Seit 1999 gehört es zum Powiat Krapkowicki. Am 17. Mai 2006 wurde in der Gemeinde Klein Strehlitz, der Schiegau angehört, Deutsch als zweite Amtssprache eingeführt. Am 24. November 2008 erhielt Ścigów zusätzlich den amtlichen deutschen Ortsnamen Schiegau.

## Sehenswürdigkeiten und Denkmale
- Kapelle mit Glockenturm aus dem 19. Jahrhundert
- Backsteinkapelle an der ul. Opolska
- Backsteinkapelle an der ul. Wiejska
- Denkmal für die Gefallenen des Ersten und des Zweiten Weltkriegs

## Vereine
- Deutscher Freundschaftskreis